# Джудіт Ортіс Кофер
Джудіт Ортіс Кофер (англ. Judith Ortiz Cofer, 24 лютого 1952 р. - 30 грудня 2016 р. ) - американська письменниця з Пуерто-Рико. Вона писала у різних літературних жанрах: оповідання, поезія, есе, автобіографія, твори для молоді, отримала визнання критиків, її твори відзначені нагородами; була почесним регентом та професором англійської мови та сучасної літературної творчості в Університеті Джорджії, де вона протягом 26 років вела семінари з даного предмету для студентів та випускників. У 2010 році Ортіс Кофер була занесена до Зали слави письменників Джорджії, а в 2013 році вона отримала університетську премію Південно-Східної конференції 2014 року за досягнення факультету .
Ортіс Кофер у своїх творах спиралася на особистий досвід пуерториканської американської жінки та розповіді членів сім'ї  . Працюючи в різних жанрах, вона досліджувала жіночі проблеми, латиноамериканську культуру та культуру Південної Америки, її роботи поєднують приватне життя та суспільний простір через особистісні зображення сімейних відносин та докладні описи місць, що перетинають спогади та уяву. Її статті в даний час зберігаються в Бібліотеці рідкісних книг та рукописів Харгретта Університету Джорджії  .

## Біографія

### Ранні роки
Джудіт Ортіс Кофер народилася в сім'ї Хесуса Луго Ортіса і Фанні Морот у Хормігуеросі, Пуерто-Рико, 24 лютого 1952  . У 1956 році вона переїхала з сім'єю в Патерсон, штат Нью-Джерсі. Морот народила Джудіт, коли їй було п'ятнадцять років  . Молоді батьки вважали, що в Америці вони матимуть більше можливостей. Незважаючи на пристрасть її батька до навчання, він покинув школу і вступив до ВМС США : коли народилася донька, він перебував у Панамі . Через два роки він уперше зустрівся з Джудіт. Переїзд її сім'ї з Пуерто-Рико до Нью-Джерсі вплинув на творчість Джудіт. "Клич мене Марія" - це роман для молодих людей, опублікований в 2004 році, в якому розповідається про переїзд дівчинки-підлітка з Пуерто-Рико в Нью-Йорк. Часті переїзди та життя між двома містами: Патерсоном і Хормігеросом, заважали освіті та суспільному життю Ортіс, про це вона згадувала у своїх мемуарах «Тихі танці: частковий спогад про пуерториканське дитинство». Основну освіту вона здобула в Патерсоні; коли вони жили в Пуерто-Рико, вона навчалася там у місцевих школах . У Пуерто-Рико Ортіс Кофер жила у будинку своєї бабусі.
Переїзди між Пуерто-Рико та Нью-Джерсі сильно вплинули і на її стиль листа, оскільки вона змогла протиставити дві культури. У 1967 році, коли Ортіс було п'ятнадцять, її сім'я переїхала в Огасту, штат Джорджія, де вона жила до своєї смерті (2016 рік). Там вона навчалася у середній школі Батлера. Джудіт та її брат Роналду спочатку чинили опір переїзду сім'ї на південь, проте після прибуття до Джорджії вона була вражена яскравими фарбами та рослинністю в порівнянні з сірим бетоном міського життя в Патерсоні  .

### Академічна та літературна кар'єра
Ортіс Кофер отримала ступінь бакалавра з англійської літератури в Коледжі Огаста, а пізніше – ступінь магістра англійської літератури в Атлантичному університеті Флориди . На початку своєї кар'єри Ортіс Кофер виграла стипендії Оксфордського університету та Конференції письменників про хліб, які дозволили їй розпочати свій шлях. Кофер вільно володіла англійською та іспанською мовами та працювала двомовним вчителем у державних школах округу Палм-Біч, Флорида, протягом 1974-1975 навчального року. Після того, як вона здобула ступінь магістра і опублікувала свій перший збірник віршів, вона стала викладачем англійської мови в Університеті Маямі в Корал Гейблз . У 1984 році Ортіс Кофер вступила на факультет Університету Джорджії як професор англійської мови та сучасної літературної творчості. Після 26 років навчання студентів та аспірантів Ортіс Кофер вийшла на пенсію у грудні 2013 року.
Ортіс Кофер найбільш відома своїми творчими науковими роботами, однак, її письменницька діяльність включала також поезію і короткі художні твори, дитячі книги, автобіографії, мемуари. Кофер розпочала свою письменницьку кар'єру з поезії, яка, на її думку, виражала «сутність мови». Однією з перших її книг була «Перегріна» (1986), яка перемогла на міжнародному конкурсі «Ріверстоун». Вона отримала різні нагороди, такі як гранти від Фонду Віттера Біннера та Ради у справах мистецтв Джорджії, а також стипендії від Національного фонду мистецтв у галузі поезії, Bread Loaf Writers' Conference та Рада образотворчих мистецтв Флориди. У 2010 році Ортіс Кофер була включена до Зали слави письменників Джорджії.

### Смерть
У липні 2014 року Ортіс Кофер невдовзі після виходу на пенсію діагностували рак печінки. Вона померла 30 грудня 2016 року у своєму будинку в окрузі Джефферсон, штат Джорджія. 27 січня 2017 року пройшла поминальна служба, після чого відбувся прийом у Демосфенівській залі. Вона похована на цвинтарі міста Луїсвілль, штат Джорджія.

## Літературна творчість
Роботи Ортіс Кофера багато в чому можна зарахувати до категорії творчої документальної літератури. На створення її творів сильний вплив мали розповіді її бабусі, яка дотримувалася традиції навчання через розповідь історій, популярного серед пуерториканських жінок. Автобіографічні роботи Ортіс Кофер часто фокусуються на її спробах поєднати своє життя між двома культурами: американською та пуерториканською, і на тому, як цей процес впливає на її письменницькі здібності. У її роботі також досліджуються такі теми, як расизм і сексизм в американській культурі, розширення прав та можливостей жінок у пуерториканській культурі, а також проблеми, з якими іммігранти з діаспори стикаються у новій культурі. Серед найвідоміших есе Ортіс Кофер — «Історія мого тіла» та «Міф про латинську жінку», передруковані в The Latin Deli.
Основна тема до якої Ортіс Кофер повертається знову і знову у своїй творчості — це мова та сила слів створювати та формувати світи. Коли Ортіс Кофер росла, рідною мовою для неї була іспанська, у школі вона познайомилася з англійською, яка стала її функціональною мовою та мовою її творчості. На початку свого життя Ортіс Кофер усвідомила, що її «головною зброєю в житті є спілкування», і щоб вижити, їй потрібно було вільно володіти тією мовою, якою говорили в тому місці, де вона жила  .
Ортіс Кофер вважала, що у житті важлива не подія, а пам'ять, яку ці події створюють. Це були спогади, за які ми, люди, чіпляємось, і наш розум спотворює те, як ми хотіли б сприймати ці події. Вона перевірила свою теорію, попросивши мати і брата згадати одну й ту саму подію. Коли вони обоє по-різному описали одну й ту саму подію, вона дійшла висновку, що пам'ять людини про подію заснована на багатьох інших факторах, таких як стать, раса і навіть емоційна ситуація. Цей феномен став основою її листа. Ортіс Кофер написала багато різних речей в свій час, наприклад, особисті есе, вірші і навіть романи. У кожній зі своїх робіт вона наголошує на тому факті, що це її власне уявлення істини і що кожен згадує подію по-різному. Вона говорила: "Якщо хтось заперечував, я запевняла їх, що я не збиралася зганьбити їх або спотворити правду, але я хотіла дати своє уявлення про це. Мої наміри були щвидше поетичними, ніж генеалогічними»  .

## Основні роботи

### Латинський гастроном
«Латинська гастроном» / Latin Deli - це збірка віршів, особистих творів та художньої літератури. У цих історіях є один центральний предмет - латиноамериканці, які живуть у Сполучених Штатах. Всі вони, латиноамериканці, що мають різне походження, пов'язані між собою своїм корінням, «вбудованим у колективне коріння в Європі, Африці та Новому Світі». Одним з основних аспектів роботи є те, що «одноманітність та унікальність якостей не виключають один одного, і що спогади про минуле та надії на майбутнє можуть переплітатися щодня». Ортіс Кофер передає це, використовуючи історію життя пуерториканців у районі Нью-Джерсі. Це прямо паралельно її власному вихованню у Сполучених Штатах  .

### Тихі танці: частковий спогад про пуерториканське дитинство
"Тихі танці: частковий спогад про пуерториканське дитинство " - це збірка есе та віршів, в яких детально розповідається про дитинство Ортіс Кофер. Вона переїжджає зі свого села в Пуерто-Рико в нове життя в Патерсоні, штат Нью-Джерсі. Вона розповідає про те, з чим зіштовхнуться діти військових батьків, як і вона зіткнулася завдяки своєму батькові, що служили у ВМС США. Як і багато пуерториканців, її батько залишив острів, сподіваючись на краще життя. Крім того, є проблема лояльності, коли Ортіс Кофер відчуває плутанину між перевагою Сполучених Штатів, місцем, де вона виросла, і своєю вірністю Пуерто-Рико, своїй батьківщині. Це звичайна проблема для багатьох мігрантів.

### Острів, подібний до тебе: Історії Барріо
«Острів, подібний до тебе: Історії Барріо» — це збірка з дванадцяти оповідань про пуерториканських підлітків у районі Нью-Джерсі. Оповідання написано для дорослої аудиторії. Як і багато відомих творів Ортіс Кофер, він заснований на її вихованні пуерториканського підлітка у Сполучених Штатах. Колекція була названа однією з найкращих книг року для молоді Американською бібліотечною асоціацією у 1994 році  . В 1996 вона також отримала першу в історії медаль Pura Belpré за оповідання  . 12 історій відбуваються в одному районі і часто переплітаються, хоча кожна має свій сюжет. Деякі персонажі з'являються більш ніж в одній історії, що дозволяє читачеві побачити їх як з їхньої власної точки зору, так і з точки зору іншого персонажа  .

### Лінія Сонця
"Лінія Сонця" - це роман, опублікований в 1989 році, в якому розповідається історія пуерториканської сім'ї з кінця 1930-х по 1960-і роки. Перша частина роману оповідає про життя сім'ї в Пуерто-Рико та зосереджена на персонажі дядьку Гусману. Другу частину роману розповідає старша дочка сімейства Марісоль. У цій частині сім'я переїжджає з Пуерто-Рико до багатоквартирного будинку в Патерсоні, штат Нью-Джерсі, а потім до передмістя Нью-Джерсі  . Цей роман заснований на житті Ортіс Кофер, але також включає вигадані моменти. Роман досліджує тему культурної самобутності та дає реалістичну ілюстрацію досвіду пуерториканських мігрантів.